# Fernando Arduz Ruiz
Fernando Arduz Ruiz (6 de junio de 1958, Tarija, Bolivia - 26 de diciembre de 2021, ibidem) fue un guitarrista, arreglista, director, musicólogo y compositor boliviano. Conocido en particular por sus arreglos de música boliviana para guitarra y por haber dirigido la Orquesta de Cámara Tarija, posteriormente denominada Orquesta Juvenil Tarija. 

## Reseña biográfica
Fernando Arduz Ruiz inició sus estudios de guitarra a la edad de 16 años con el músico y compositor Ernesto La Faye en su ciudad natal. Los años posteriores asistió a seminarios internacionales de guitarra entre los que destacan su participación en cuatro ocasiones en Montevideo - Uruguay con el prestigioso concertista y maestro Abel Carlevaro.
Entre los años 1979 y 1982 se trasladó a la ciudad de La Paz - Bolivia para estudiar en el Conservatorio Nacional de Música de Bolivia. Durante su estadía en La Paz realizó presentaciones como solista de guitarra con la Orquesta de Cámara Municipal y la Sociedad Coral Boliviana. Desde 1983 a 1987 estudió guitarra con el maestro José Luis Rodrigo en el Real Conservatorio Superior de Música de Madrid, obteniendo el título de Profesor Superior de Guitarra.
Durante su estadía en España adquirió un apego particular por la música folclórica boliviana en general y sobre todo por el folclore y las tradiciones tarijeñas, hecho que lo marcó para el desarrollo de toda su actividad como músico en adelante y que destacaría su trabajo para guitarra clásica en particular, por el cual ha recibido mayor reconocimiento profesional.
Los años posteriores a su regreso de España en 1987, le dedicó también un tiempo importante de su actividad musical a la investigación musicológica en particular sobre la música del Valle Central de Tarija y fue activamente un divulgador de esta y de la cultura tarijeña en general. Esta actividad como divulgador y promotor cultural le motivaron a cocrear en 1992 un suplemento quincenal destinado a la difusión de la cultura denominado "Cántaro" en el periódico El País, emprendimiento vigente hasta el día de hoy.
Paralelamente desde 1987 trabajó como profesor de guitarra en la Escuela Municipal de Música Regional Pastor Achá en Tarija, y ocupó el cargo de director de esta Institución de 2004 a 2010. El año 1993 funda y dirige la Orquesta de Cámara Tarija, la cual cambia de nombre posteriormente a Orquesta Juvenil Tarija.
Desde el año 2016 por gestión suya la Orquesta Juvenil Tarija adquiere oficialmente el estatus de Instituto de Formación Artística, Institución que dirigió en el cargo de Rector hasta el día de su fallecimiento.

## Obra
Entre sus principales composiciones destacan:
“Chapaquita” tonada para coro mixto y guitarra (1983).
“Estrellas en el día” ciclo para voz y guitarra (1986).
“Pascua Florida” para orquesta de cuerdas (1994).
“Roque Santo Peregrino” para orquesta de cámara (1995).
“Misa Chapaca” para 3 voces y guitarra (1996).
“Fiestas tarijeñas” ciclo para piano (1998).
"Variaciones sobre el tema La Vidita í San Lorenzo” para violín solista y cuerdas (1999).
“Tonadas de Alabanza a Dios” para guitarra y orquesta de cuerdas (2001).
“Fiestas tarijeñas” ciclo de 20 estudios para guitarra (2004).
“El Borriquillo” taquirari para orquesta de cámara (2006).
“Roque Santo Peregrino” para orquesta sinfónica (2008).
“Piama” Tema con variaciones, para orquesta sinfónica (2009).

## Producción intelectual

### Publicaciones

#### Recopilaciones y Arreglos
- “20 Cuecas tarijeñas” (1995).

De la Colección de libros Compositores Bolivianos:
- “Música Boliviana para Guitarra” (1993).
- “Alfredo Domínguez, Obras para Guitarra” (2002).
- “Pequeñas Obras y Estudios para Guitarra” (2004).

#### Investigaciones musicológicas
- “Música y Cantos Tradicionales de Tarija” (1999). En co-edición con el Dr. Lorenzo Calzavarini.
- “Enciclopedia de Música Chapaca” (2008). CD interactivo en trabajo conjunto con su hija Adriana Arduz Mendieta.
- “Instrumentos Musicales tradicionales de Tarija. Provincia Cercado” (2012).

#### Artículos
- “Cantar Tradicional Chapaco” Artículo inserto en el libro “Los Cimientos de Tarija”. Publicado por la Sociedad Boliviana de Cemento S.A. La Paz (2000).
- “Manual de Trenzado Navideño” Artículo inserto en “Tierra Chapaca: La Navidad”, Revista de Difusión Folklórica producida por la Escuela de Música regional “Pastor Achá”(2006).
- "El Violín Chapaco y sus características esenciales”  Desarrollo de la ponencia presentada al Simposio de Musicología del XVI Festival Luz Mila Patiño, Cochabamba, agosto de 2010. Suplemento Cultural “Cántaro”, Tarija, (2010-2011).

### Grabaciones
- “Concierto a Tarija. Música tarijeña para solo de guitarra” (1991).
- “Celebramos la Eucaristía (Misa Chapaca)” (1996).
- "Meditaciones y cantos tradicionales de Tarija" (1996).
- “Fernando Arduz Ruiz. Música Boliviana para Guitarra” (2000)
- “Paisajes” (2013).
- “Tarija y su Música” (2009). Con la Orquesta de Cámara Tarija.

## Distinciones
- Primer Premio en el Concurso de Composición Musical convocado en Tarija por el Centro Folklórico Moto Méndez (1983).
- Primer Premio "Verbena de Oro" en el certamen poético convocado por el Club del Libro No1 Alberto Rodo Pantoja (1991).
- Premio “Mérito a la Cultura 1992” otorgado por el Instituto Cultural Boliviano – Alemán (Tarija) (1992).
- Mención honorífica en el Concurso Nacional de Composición Musical “Adrián Patiño” (La Paz), en la categoría de música académica (1994).
- Segundo premio en el Concurso Nacional de Composición de Obras Pianísticas para Niños “María Teresa Rivera de Sthalie”, Instituto Eduardo Laredo (Cochabamba) (1998).
- Reconocimiento del Concejo Municipal de Tarija “Por el aporte al Arte y la Cultura del Departamento de Tarija” (2000).
- Premio anual de Cultura "Octavio Campero Echazú”, otorgado por la Alcaldía de Tarija (2000).
- Reconocimiento del Club del Libro “Luis Fuentes Rodríguez”, “Por su trabajo cultural en el Departamento” (Tarija) (2008).
- Reconocimiento del Concejo Municipal de Tarija, como “Ciudadano Meritorio en el año del Bicentenario” (2010).
- Premio Plurinacional Eduardo Abaroa. Ministerio de Culturas del Estado Plurinacional de Bolivia (2015).[3]
- Maestro de las Artes. Ministerio de Educación del Estado Plurinacional de Bolivia (2017).